# Clark megye (Washington)
Clark megye az Amerikai Egyesült Államokban, azon belül Washington államban található. Megyeszékhelye és legnagyobb városa Vancouver. Lakosainak száma 503 311 fő (2020. április 1.).

## Szomszédos megyék
- Cowlitz megye
- Multnomah megye
- Skamania megye
- Columbia megye

## Népesség
A megye népességének változása:
| Lakosok száma | 426 924 | 432 895 | 437 871 | 443 817 | 459 495 | 503 311 |
|               | 2010    | 2011    | 2012    | 2013    | 2015    | 2020    |